# Barom Reachea VIII
Barom Reachea V hoặc Barom Reachea VIII (1628- tháng 12 năm 1672) là vua Chân Lạp giai đoạn 1658-1672. Tên húy là Ang Sur, sử Việt gọi ông là Nặc Xô. Tên vương triều là Paramaraja VIII.

## Tiểu sử
Ang Sur là con của giám quốc Prea Outey, em họ của vị vua tiền nhiệm Ponhea Chan. Ông đã thoát được cuộc tàn sát của vua Ponhea Chan nhằm vào gia đình ông (Ponhea Chan trước đó đã giết cha Outey và vua anh Ang Non của Ang Sur).
Năm 1658, 2 người con còn sống sót của Preah Outey là Ang Sur và em là Ang Tan dấy binh chống lại Nặc Ông Chân nhưng thất bại. Hai người này tìm kiếm lời khuyên của Thái hậu Ngọc Vạn, lúc này đã quy y cửa Phật. Sau đó Ang Sur và Ang Tan đã cầu cứu chúa Nguyễn Phúc Tần.
Chúa sai Phó tướng Trấn Biên là Tôn Thất Yến, Cai đội là Xuân Thắng, Tham mưu là Minh Lộc (2 người đều không rõ họ) đem 3.000 quân đến thành Hưng Phước (bấy giờ gọi là Mỗi Xuy, nay thuộc huyện Phước Chính, tỉnh Biên Hòa) đánh phá được, bắt Nặc Ông Chân đưa về Đàng Trong.
Nhờ sự giúp đỡ của người Việt mà Ang Sur giành được ngôi vua, đổi lại ông thần phục Đàng Trong và thực hiện triều cống định kỳ. Vì sự phụ thuộc quá lớn vào chúa Nguyễn Đàng Trong, dẫn tới hệ quả người Việt tràn đến sinh sống và kiểm soát những vùng đất thuộc Chân Lạp.
Năm 1660, Barom Reachea VII đã đàn áp cuộc nổi loạn của người đạo Hồi gốc Chăm và Mã Lai, những người từng đã được hưởng nhiều ưu đãi ở triều vua trước. Những người đứng đầu cuộc nổi loạn này đã chạy tị nạn sang Xiêm La.
Tháng 12 năm 1672, vua Batom Reachea VIII bị một người vừa là rể vừa là cháu là Chey Chettha III (con trai của Ang Non Padumaraja I) giết chết.
Em trai ông là Ang Tan (Nặc Ông Tân) chạy sang cầu cứu chúa Nguyễn.

## Con cái
- Con trai Ang Chea (Nặc Ô Đài), trở thành vua. Hiệu là Keo Fa II.
- Con trai Ang Saur (Nặc Thu), trở thành vua. Hiệu là Chey Chettha IV.
- Con gái Ang Sri Dhita Kshatriyi, gả cho con trai của người vua anh Ang Non, sau người rể này lại giết chính Ang Sur để lên làm vua Chey Chettha III.